# كاماري
كاماري (Καμάρι) هي مدينة في جزيرة ثيرا في كيكلاديس في اليونان.
يبلغ عدد سكانها حوالي 1604 نسمة.